# Роберто Бердесіо
Роберто Гуардія Берде́сіо (ісп. Roberto Guardia Berdecio; 20 жовтня 1910, Сукре — пом. 1996, Ла-Пас) — болівійський художник.

## Біографія
Народився 20 жовтня 1910 року (низка джерел повідомляє, що він міг народитися у 1908 році, інші — у 1913 році) в місті Сукре (Болівія). Дитинство та юність провів у Буенос-Айресі (Аргентина). Основ живопису навчався у місцевій Академії мистецтв. Професійну художню освіту добув в Академії образотворчих мистецтв Ернандо Сілеса у Ла-Пасі (Болівія).
У 1934 році переїхав до Мексики, де того ж року вступив до Ліги революційних письменників і художників. З 1936 року — член Експериментальної майстерні живописної техніки, яка була заснована в Нью-Йорку Давидом Сікейросом. З 1948 року член Майстерні народної графіки в Мехіко.
Помер у Ла-Пасі (Болівія) у 1996 році.

## Творчість
Працював у галузі станкового і монументального живопису, станкової графіки. Автор реалістичних, присвячених народним образам картин («Дівчина чако», «Дівчина біля вікна»), малюнків («Лісоруби», 1948) і літографій.
У 1938 році виконав розписи у Нью-Йоркській публічній бібліотеці, у 1940 році — в Іспанському центрі у Каліфорнії. Також його фрески прикрашають громадські установи Мексики, Болівії та інших країн.